# Creamy (album)
Creamy è l'album di debutto eponimo del duo musicale danese Creamy, pubblicato nel 1999 su etichetta discografica RecArt Music.

## Tracce
1. Æblemand, kom indefor – 3:36
2. I en kælder sort som kul – 3:40
3. Krabbesangen – 2:57
4. Min kat den danser tango – 3:48
5. Fra England til Skotland – 3:20
6. Snemand frost og frøkken tø – 3:19
7. Dyrene i Afrika – 3:15
8. Jeg er en glad cowboy – 3:56
9. Se min kjole – 3:53
10. Åh, Lars Ejnar – 3:27
11. Jamaica – 3:41
12. Blæsten kan man ikke få at se – 3:35